# قورباغه جنگلی هیرکانی
قورباغه جنگلی هیرکانی یا قورباغه جنگلی ایرانی یا قورباغه پادراز ایرانی (نام علمی: Rana pseudodalmatina) نام یک گونه از تیره قورباغه‌های راستین است.